# 2014年11月逝世人物列表
2014年逝世人物列表：1月 - 2月 - 3月 - 4月 - 5月 - 6月 - 7月 - 8月 - 9月 - 10月 - 11月 - 12月
2014年11月逝世人物列表，是用于汇总2014年11月期间逝世人物的列表。

## 依日期排序

### 30日
- 吳清源，100歲，日本籍中國圍棋棋士，有「昭和棋聖」稱號。[1]
- 拉德瓦·阿索爾（阿拉伯語：رضوى عاشور），68歲，埃及作家和學者。[2]
- 馬里·比約甘（挪威語：Mari Bjørgan），64歲，挪威女演員。[3]
- 弗雷德·卡瑟伍德爵士（Sir Fred Catherwood），89歲，英國政治家和基督徒作家。[4]
- 加堯姆·喬杜里，82歲，孟加拉國畫家。[5]
- 賈布姆·伽姆林（Jarbom Gamlin），64歲，印度政治人物，前阿魯納恰爾邦邦長官。[6]
- 肯特·哈魯夫（Kent Haruf），71歲，美國小說家。[7]
- 馬丁·利頓（Martin Litton），97歲，美國環保人士和編輯。[8]
- 安東尼·德賴登·馬歇爾（Anthony Dryden Marshall），90歲，美國戲劇製片人，CIA情報官員和大使。[9]
- 伊恩·皮亞（Ian Player），87歲，南非環保人士。[10]

### 29日
- 布萊恩·麥克唐納（Brian Macdonald），86歲，加拿大舞蹈家和編舞家。[11]
- 馬克·斯特蘭德（Mark Strand），80歲，加拿大出生的美國詩人和作家。[12]
- 德韋恩·阿朗斯（Dwayne Alons），68歲，美國政治人物，前艾奥瓦州众议院議員，死於腎癌。[13]
- 迪克·布雷夏尼（Dick Bresciani），76歲，美國棒球高管和發言人，死於白血病。[14]
- 羅伯特·L·克利福德（Robert L. Clifford），89歲，美國助理法官（新澤西州最高法院（英语：Supreme Court of New Jersey））。[15]
- 呂克·德·沃斯（荷蘭語：Luc De Vos），52歲，比利時音樂人和作家，死於器官衰竭。[16]
- 考波伊·拉斯洛（匈牙利語：Kapolyi László），82歲，匈牙利政治人物。[17]
- 彼得·扎耶夫（俄語：Пётр За́ев），61歲，蘇聯出生的俄羅斯拳擊手，1980年奧運會拳击銀牌得主。[18]
- 鈴木武右衛門（日語：鈴木 武右衛門），65歲，日本雕刻家。[19]

### 28日
- 圖潔·阿爾巴伊拉克（土耳其語：Tuğçe Albayrak），土裔德國教師學生，在見義勇為之時被暴徒襲擊至腦死。[20][21][22][23]
- 大津幸四郎（日語：大津 幸四郎），80歲，日本電影導演。[24]
- 賽義德·阿克勒（阿拉伯語：سعيد عقل），102歲，黎巴嫩詩人，作家，劇作家和語言改革者。[25]
- 戴爾·阿姆斯特朗（Dale Armstrong），73歲，加拿大阻力賽車手和車隊隊長，死於結節病併發症。[26]
- 切斯里圖（西班牙語：Chespirito），85歲，墨西哥劇作家，演員和編劇。[27]
- 卢奇迪奥·森蒂门蒂（義大利語：Lucidio Sentimenti），94歲，意大利足球運動員（尤文图斯、拉齐奥）。[28]
- 菅原文太（日語：菅原 文太），81歲，日本電影演員。死於肝癌。[29]
- 卡爾·布雷特施奈德（Carl Brettschneider），82歲，美國美式足球運動員（底特律雄狮）。[30]
- 湯姆·莫耶（Tom Moyer），95歲，美國商人和業餘拳擊手。[31]
- 弗朗西斯·尼祿（Frances Nero），71歲，美國靈魂爵士樂歌手。[32]
- 市田儀一郎（日語：市田 儀一郎），82歲，日本鋼琴家。[33]
- 大塚明彥（日語：大塚 明彦），77歲，日本商人，前大塚製藥執行主席。[34]
- 王如松，67岁，中国城市生态与生态工程专家，中国工程院院士。[35]

### 27日
- 沈觀仰，66歲，馬來西亞政治人物、前民主行動黨砂拉越州古晉國會議員（1982－1995），曾任該黨全國副主席、砂拉越州主席[36]。
- 王永在，93歲，台灣企業家、台塑集團創辦人王永慶胞弟。[37]
- 江口一雄（日語：江口 一雄），71歲，日本政治人物，前自由民主党众议院議員。[38]
- 松本健一（日語：松本 健一），68歲，日本評論家、作家、史學家及思想家。[39]
- 巴蘭迪·哲爾吉（匈牙利語：Bárándy György），95歲，匈牙利律師。[40]
- 婉達·波維斯卡（波蘭語：Wanda Błeńska），103歲，波蘭醫生和傳教士。[41]
- 菲利普·休斯（Phillip Hughes），25歲，澳洲板球運動員。[42]
- P·D·詹姆斯（P. D. James），94歲，英國犯罪小說家。[43]
- 傑克·凱爾（Jack Kyle），88歲，英國橄欖球聯盟球員及外科醫生。[44]
- 斯坦尼斯瓦夫·米庫爾斯基（波蘭語：Stanisław Mikulski），85歲，波蘭戲劇和電影演員。[45]
- 傅南比茨·B·佩里（Fernance B. Perry），93歲，百慕達商業領袖。[46]
- 特里·桑德森（Terry Sanderson），62歲，加拿大曲棍球教練和經理人。[47]
- 法蘭克·亞伯蘭茲（Frank Yablans），79歲，美國電影製片人和編劇，前派拉蒙電影總裁。[48]

### 26日
- 安娜瑪麗·迪林格爾（德語：Annemarie Düringer），89歲，瑞士女演員。[49]
- 法蘭基·弗雷澤（Frankie Fraser），90歲，英國黑幫，死於手術併發症。[50]
- 菲克瑞特·肯正（土耳其語：Fikret Kırcan），94歲，土耳其奧運足球運動員。[51]
- 康拉德·亞諾什（匈牙利語：Konrád János），73歲，匈牙利水球運動員，奧運冠軍。[52]
- 亞瑟·蒙特福德（Arthur Montford），85歲，蘇格蘭足球評論員。[53]
- 沙巴，87歲，黎巴嫩歌手和演員。[54]
- 吉爾·特倫布萊（法語：Gilles Tremblay），75歲，加拿大冰球運動員（蒙特利尔加拿大人）。[55]
- 馬爾科姆·芬利森（英語：Malcolm Finlayson），84歲，英國足球運動員（伍尔弗汉普顿流浪）。[56]
- 馬文·倫納德·戈德伯格（英語：Marvin Leonard Goldberger），92歲，美國物理學家，前加州理工學院院長。[57]
- 瑪麗·欣克森（Mary Hinkson），89歲，美國舞蹈家和編舞家，死於肺間質纖維化。[58]
- 塔潘·雷查得符里（Tapan Raychaudhuri），90歲，印度歷史學家。[59]
- 艾倫·雪利（Aaron Shirley），81歲，美國醫生和民權活動家。[60]
- 彼得·安德伍德（Peter Underwood），91歲，英國作家，播音員及超心理學家。[61]
- 安祖·圖拉·速（西班牙語：Ángel Tulio Zof），86歲，阿根廷足球運動員和教練（罗萨里奥中央）。[62]

### 25日
- 國弘正雄（日語：国弘 正雄），77歲，日本同步口譯員，前日本社會黨參議院議員。[63]
- 歐文·J·博羅夫斯基（Irvin J. Borowsky），90歲，美國出版商。[64]
- 西塔拉·戴維（Sitara Devi），94歲，印度卡塔克舞者。[65]
- 弗拉基米爾·貢達采夫（俄語：Влади́мир Гундарцев），69歲，蘇聯冬季兩項運動員。[66]
- 佩特·哈普卡（捷克語：Petr Hapka），70歲，捷克作曲家。[67]
- 德納姆·哈曼（Denham Harman），98歲，美國老人學家及名譽教授。[68]
- 安妮·考德里，第十四代泰歷高斯赫里斯女勳爵（Anne Cowdrey, 14th Lady Herries of Terregles），76歲，英國賽馬練馬師。[69]

### 24日
- 穆利·迪歐拉（英语：Murli Deora），77歲，印度政治人物，前石油和天然氣部長。[70]
- 豪爾赫·埃雷拉·德爾加多（西班牙語：Jorge Herrera Delgado），53歲，墨西哥政治人物，前杜兰戈市長及墨西哥众议院議員，死於胰腺癌。[71]
- 約翰·尼爾（John Neal），82歲，英國足球運動員和經理人（雷克斯汉姆、米德尔斯堡、切尔西）[72]
- 艾米·斯托姆（瑞典語：Emy Storm），89歲，瑞典女演員，死於中風。[73]
- 維克托·吉洪諾夫（俄语：Тихонов, Виктор Васильевич），84歲，蘇聯冰球教練。[74]
- 石川文康（日语：石川フミヤス），77歲，日本漫畫家。[75]
- 讓-保羅·貝沙（法語：Jean-Paul Béchat），72歲，法國工程師兼行政總裁（斯奈克玛、賽峰集團）[76]
- 內納德·馬諾伊洛維奇，57歲，塞爾維亞南斯拉夫水球運動員和經理人。[77]

### 23日
- 馬里恩·巴里（Marion Barry），78歲，美國政治人物，前哥倫比亞特區市長，心跳停止。[78]
- 鮑伯·戈特利布（Bob Gottlieb），74歲，美國大學籃球教練。[79]
- 劉易斯·巴爾茲（Lewis Baltz），69歲，美國視覺藝術家和攝影師。[80]
- 鮑伯·康納斯（Bob Conners），80歲，美國電台名人。[81]
- 約瑟夫·弗朗西斯·馬奎爾（英语：Joseph Francis Maguire），95歲，美國羅馬天主教主教，前天主教马萨诸塞的斯普林菲尔德教区主教。[82]
- 穆雷·奧利弗（Murray Oliver），77歲，加拿大冰球運動員、教練和球探。[83]
- 克萊夫·帕爾默（Clive Palmer），71歲，英國民謠音樂家。[84]
- 帕特·奎因（Pat Quinn），71歲，加拿大冰球教練和高管（費城飛人、多倫多楓葉、溫哥華加人），前冰球名人堂董事長。[85]

### 22日
- 孙飞虎，73岁，中国大陆演员，以扮演蒋介石闻名。[86]
- 田中森一（日語：田中 森一），71歲，日本檢察官及律師，病逝。[87]
- 費奧倫佐·安赫利尼（義大利語：Fiorenzo Angelini），98歲，意大利羅馬天主教主教。[88]
- 詹姆斯·O·埃里森（James O. Ellison），85歲，美國聯邦法官。[89]
- 拉里·凱爾姆（Larry Kelm），49歲，美國国家橄榄球联盟球員，死於打獵意外。[90]
- 埃米爾·普拉（法語：Émile Poulat），94歲，法國歷史學家和社會學家。[91]
- 厄茲·夸克（Art Quirk），76歲，美國棒球運動員（巴尔的摩金莺、德州遊騎兵）。[92]
- 唐·格雷特（英語：Don Grate），91歲，美國棒球（費城費城人）和籃球運動員。[93]

### 21日
- 王昆，89歲，中国著名女高音歌唱家、原东方歌舞团团长，曾在歌剧《白毛女》中饰演“喜儿”。[94]
- 楼乾贵，91岁，中国歌唱家，声乐教育家，金钟奖终身荣誉勋章获得者。[95]
- 理查德·埃德爾（Richard Eder），82歲，美國記者（《洛杉磯時報》、《纽约时报》），肺炎。[96]
- J·C·吉爾伯特（J. C. Gilbert），92歲，美國政治人物，前路易斯安那州参议院與众议院議員。[97]
- 約蘭·格拉夫曼（瑞典語：Göran Graffman），83歲，瑞典演員和電影導演。[98]（死亡報導日期）
- 約翰·H·蘭（John H. Land），94歲，美國政治人物，前佛羅里達州阿勃卡市長，死於中風。[99]
- 維森特·帕泰爾諾，89歲，菲律賓政治人物，前菲律賓參議院議員。[100]

### 20日
- 漢寶德，80歲，台灣建築學者[101]。
- 向華勝，64歲，香港電影人，永盛電影公司老闆，死於末期食道癌[102]。
- 伊恩·希福特（Iain Hesford），54歲，英格蘭足球運動員，擔任門將，曾效力英格蘭和香港多個足球俱樂部。[103]（死亡報道日期）
- 馬斯奧·托馬斯·巴斯圖斯（葡萄牙語：Márcio Thomaz Bastos），79歲，巴西政治人物，司法部部長（英语：Ministry of Justice (Brazil)），死於肺衰竭。[104]
- 塞繆爾·克萊因（波蘭語：Samuel Klein），91歲，波蘭出生的巴西富豪。[105]
- 大衛·梅納謝（David Menasche），41歲，美國教師和作家，死於腦癌。[106]
- 卡耶塔娜·菲茨-詹姆斯·斯图亚特，第十八代阿尔瓦女公爵（西班牙語：Cayetana FitzJames Stuart y Silva, 18ª duquesa de Alba），88歲，西班牙貴族。[107]
- 瑪麗安·布朗（Marian Brown），87歲，美國傳媒名人。[108]
- 亞瑟·巴特沃思（Arthur Butterworth），91歲，英國作曲家和指揮家。[109]
- 雷·法拉比（Ray Farabee），81歲，美國政治人物，前德克薩斯州參議院（英语：Texas Senate）議員。[110]

### 19日
- 奧蒂諾·卡茨王（Otieno Kajwang），55歲，肯尼亞政治人物，前肯尼亞參議院（英语：Senate of Kenya）霍馬貝縣代表議員與肯尼亞國民大會（英语：National Assembly (Kenya)）姆比塔選區（英语：Mbita Constituency）代表議員。[111]
- ，83歲，美國著名導演[112]。
- 耶利米·科菲（Jeremiah Coffey），81歲，愛爾蘭出生的澳洲羅馬天主教主教，前天主教塞爾教區主教。[113]
- 皮特·哈曼（Pete Harman），95歲，美國商人，肯德基第一家特許經營分店創立者。[114]
- 拉蒙·奧約斯（西班牙語：Ramón Hoyos），82歲，哥倫比亞奧運單車賽車手。[115]
- 乌拉姆·侯赛因·马兹卢米（波斯語：غلامحسین مظلومی），64歲，伊朗足球運動員（德黑兰独立、伊朗國家隊），胃癌。[116]
- 倫納德·奧利維爾（Leonard Olivier），91歲，美國羅馬天主教主教，前天主教華盛頓總教區總主教。[117]
- 斯貝里奧·佩拉爾塔·阿爾瓦雷斯（西班牙語：Sebelio Peralta Álvarez），75歲，巴拉圭羅馬天主教主教，前天主教比亞里卡教區主教。[118]
- 默茜·威廉姆斯（英语：Mercy Williams），67歲，印度政治人物，死於癌症。[119]
- 刘广志，92岁，中国探矿工程专家，中国工程院资深院士。[120]

### 18日
- 坂高麗左衛門（日語：坂 高麗左衛門），62歲，日本陶藝家。[121]
- 佩佩·愛麗絲凱維（西班牙語：Pepe Eliaschev），69歲，阿根廷記者和作家，死於胰腺癌。[122]
- 戴夫·阿佩爾（Dave Appell），92歲，美國音樂家、編曲人及唱片製作人。[123]
- 羽仁未央（日語：羽仁 未央），50歲，日本散文家。[124]
- C·茹載雅（英语：C. Rudhraiya），67歲，印度電影導演。[125]
- 韩明谟，96岁，中国社会学家，北京大学社会学系教授。[126]
- 阿布都克里木·纳斯尔丁，67岁，中国新疆维吾尔族油画艺术家、国家一级美术师。[127]

### 17日
- 白樂崎（Natale H. Bellocchi），88歲，美國外交官，曾任美國在台協會理事主席。[128]
- 黃俊卿，86歲，臺灣布袋戲大師，血癌[129]。
- 纳谷六朗（日語：納谷 六朗），82岁，日本声优、演员，死於肺炎。[130]
- 刘连元，73岁，中国核弹头材料专家、中国工程院院士，在工作岗位突发疾病。[131]
- 前澤義雄（日語：前澤 義雄），75歲，日本汽車設計師、賽車評論員。[132]
- 奧馬爾·沙邦（西班牙語：Omar Chabán），62歲，阿根廷演唱會經理人，在可曼郎共和國夜總會火災（英语：República Cromañón nightclub fire）事件中被定罪，死於霍奇金淋巴瘤。[133]
- 约翰·T·唐尼（英語：John T. Downey），84歲，美國中央情報局特工，接自由中国运动东北地区委员李军英离开中國时，被拘捕，审判后關押達20年。[134]
- 弗盧爾博士，35歲，阿爾巴尼亞說唱歌手。[135]
- 比爾·弗倫澤爾（Bill Frenzel），86歲，美國政治人物，前美国众议院明尼蘇達州第三國會選區代表議員，死於癌症。[136]
- 伊利亞·潘特里奇，72歲，塞爾維亞、南斯拉夫足球運動員。[137]
- 雷·薩德基（Ray Sadecki），73歲，美國棒球運動員（聖路易紅雀、紐約大都會），死於血癌。[138]
- 帕特里克·蘇佩斯（英语：Patrick Suppes），92歲，美國哲學家。[139]

### 16日
- 釋覺光（俗名谷成海），95歲，香港佛教聯合會會長、香海正覺蓮社社長、香港觀宗寺法主和尚、慈山寺董事會主席、傳天台宗第四十六代教觀總持。[140]
- 金慈玉（韓語：김자옥），63歲，南韓資深女演員，人氣偶像劇《我叫金三順》中飾演主角金三順的媽媽。肺癌。[141]
- 杨东平，47歲，甘肃省定西市临洮县人民政府副县长，心源性猝死。[142]
- 埃克托·亞瑞唐多（西班牙語：Héctor Arredondo），44歲，墨西哥演員，胰腺癌。[143]
- 哈維爾·阿薩格拉·拉維亞諾（西班牙語：Javier Azagra Labiano），91歲，西班牙羅馬天主教主教，前天主教卡塔赫納教區主教。[144]
- 伊恩·克雷格（Ian Craig），79歲，澳洲板球對抗賽球員。[145]
- 巴巴克·加賀邦尼（英语：Babak Ghorbani），25歲，伊朗摔跤選手，亞運會冠軍，自殺身亡。[146]
- 德西·休斯（Dessie Hughes），71歲，愛爾蘭賽馬訓練師。[147]（死亡報道日期）
- 雅德維加·比瑟斯加（英语：Jadwiga Piłsudska），94歲，波蘭飛行員。[148]
- 片山明彥（日語：片山明彦），88歲，日本演員、前童星，死於心臟衰竭。[149]
- 彼得·卡西格（Peter Kassig），26岁，美国人道主义工作者，遭伊斯兰国斩首。[150][151]

### 15日
- 呂西安·克雷爾格（法語：Lucien Clergue），80歲，法國攝影師。[152]
- 瓦勒里·梅扎格（法語：Valéry Mézague），30歲，喀麥隆足球運動員（蒙彼利埃、索肖、喀麥隆國家隊）[153]（屍體發現日期）

### 14日
- 馬呂斯·巴納德（Marius Barnard），87歲，南非外科醫生，1967年完成全球首次心臟移植手術。[154]
- 亨里克·馬里·萊羅·布蘭卡爾（法語：Henri Marie Raoul Brincard），74歲，法國羅馬天主教主教，前天主教勒皮教區主教。[155]
- 迪姆·布朗（Diem Brown），32歲，美國真人秀主持，死於卵巢癌。[156]
- 簡·伯恩（Jane Byrne），81歲，美國政治人物，前芝加哥市長（英语：Mayor of Chicago）。[157]
- 圖拉·哈爾佩林·唐黑（西班牙語：Tulio Halperín Donghi），88歲，阿根廷歷史學家。[158]
- 尤金·登金（俄語：Евге́ний Ды́нкин），90歲，蘇聯出生的美國數學家。[159]
- 阿迪布·雅特內（葡萄牙語：Adib Jatene），85歲，巴西心臟科醫生與政治人物、前衛生部長。[160]
- 格倫·A·拉爾森（Glen A. Larson），77歲，美國作家和製片人（《霹靂遊俠》、《夏威夷神探》），死於食道癌。[161]
- 詹姆斯·A·萊本索爾（英语：James A. Lebenthal），86歲，美國商人。[162]
- 羅伯特·利特爾（Robert Littell），78歲，美國政治人物，前新泽西州参议院議員。[163]
- 莫爾塔禮·帕西亞（英语：Morteza Pashaei），30歲，伊朗流行歌手，死於胃癌。[164]
- 彼得·拉賈（Peter Rajah），63歲，馬來西亞足球運動員（馬來西亞國家隊）。[165]
- 利諾·斯皮特利，76歲，馬耳他政治人物，前財政部長。[166]
- 桂紹彬，99歲，中國人民解放軍海军原顾问，病逝。[167]

### 13日
- 貝原俊民（日語：貝原 俊民），81歲，日本兵庫縣前知事，死於交通意外。[168]
- 曼努埃爾·德·巴羅斯（英语：Manoel de Barros），97歲，巴西詩人，死於多重器官衰竭。[169]
- 阿爾文·達克（Alvin Dark），92歲，美國棒球運動員（紐約巨人、波士頓勇士） 與經理人（舊金山巨人、奧克蘭運動家）。[170]
- 吉姆·斯托里（Jim Storrie），74歲，蘇格蘭足球運動員（列斯聯）。[171]
- 亞歷山大·格羅森迪克（法語：Alexandre Grothendieck），86歲，法國數學家，病逝。[172]
- 邁克·伯尼（Mike Burney），70歲，英國薩克斯手，死於癌症。[173]
- 馬里昂·唐斯（Marion Downs），100歲，美國聽力學家。[174]
- 威廉·達格代爾爵士（Sir William Dugdale），92歲，英國足球高管（阿士東維拉）和貴族。[175]
- 阿曼德·V·費根鮑姆（Armand V. Feigenbaum），92歲，美國質量管理專家和商人。[176]
- 马发祥，中国人民解放军海军中将，中国人民解放军海军副政委，跳楼自杀身亡。[177][178]
- 馬利亞·荷西·阿爾瓦拉多（西班牙語：Maria Jose Alvarado），19歲，洪都拉斯選美冠軍，遭枪杀。[179][180]

### 12日
- 沃倫·克拉克（Warren Clarke），67歲，英國演員（《發條橘子》）。[181]
- 邁克·福克（Mike Faulk），61歲，美國政治人物和法官，前田納西州參議院（英语：Tennessee Senate）議長，死於咽喉和肝癌。[182]
- 瑪吉·羅凱瑪（Marge Roukema），85歲，美國政治人物，前美国众议院新澤西州第七國會選區（英语：New Jersey's 7th congressional district）與第五國會選區（英语：New Jersey's 5th congressional district）代表議員，死於腦退化症。[183]
- 福田綠（日語：福田 みどり），85歲，日本記者與商人，作家司馬遼太郎妻子。[184]
- 小泉修吉（日語：小泉 修吉），81歲，日本紀錄片導演，死於癌症。[185]
- 拉維·喬普拉（Ravi Chopra），68歲，印度電影製片人和導演，死於肺部疾病。[186]
- 利百加·吉布斯（Rebekah Gibbs），41歲，英國女演員（《急诊室》），死於乳癌。[187]
- 瓦勒里·珊德羅夫（俄语：Сендеров, Валерий Анатольевич），69歲，蘇聯出生的俄羅斯持不同政見者。[188]

### 11日
- 大銀行漢克（英語：Big Bank Hank），58歲，美國說唱歌手，死於癌症引起的腎臟併發症。[189]
- 塞爾萬多·查維斯·埃爾南德斯（西班牙語：Servando Chávez Hernández），78歲，墨西哥政治人物，前米卻肯州州長。[190]
- 約翰·多爾（英語：John Doar），92歲，美國律師和民權活動家，死於心臟衰竭。[191]
- 埃里克·斯圖爾·拉雷（英语：Erik Sture Larre），100歲，第二次世界大戰期間挪威抵抗運動成員。[192]
- 揚·林德哈特（丹麥語：Jan Lindhardt），76歲，丹麥神學家和作家，死於腦退化症。[193]
- 卡羅爾·安·蘇西（英語：Carol Ann Susi），62歲，美國女演員（《生活大爆炸》）。[194]
- 馬克·戴爾（英語：Mark Dyer），84歲，美國聖公會主教。[195]
- 詹姆斯·厄爾布（英語：James Erb），88歲，美國作曲家，編曲和音樂學家。[196]
- 哈里·朗斯代爾（英語：Harry Lonsdale），82歲，美國科學家，企業家和政治人物，死於心臟衰竭。[197]
- 孙麟伯，68岁，中国第一位斯诺克全国冠军，肺大泡。[198]
- 丁伟岳，69岁，中国数学家，中国科学院数学与系统科学研究院研究员、北京大学数学科学学院教授，中国科学院院士，中国民主建国会会员。[199]
- 于太昌，83岁，中国书画艺术家、诗人。[200]

### 10日
- 韋恩·戈斯（Wayne Goss），63歲，澳洲政治人物，前昆士蘭總理（英语：Premier of Queensland），死於腦腫瘤。[201]
- 师昌绪，96岁，国家最高科学技术奖获得者、“两院”院士，中国高温合金研究的奠基人、材料腐蚀领域的开拓者。病逝。[202]
- 高倉健（日語：高倉 健），83歲，原名小田刚一（日語：小田 剛一），日本資深演員，死於恶性淋巴肿瘤。[203]
- 塔爾加特·比高迪諾夫（俄语：Бегельдинов, Талгат Якубекович），92歲，蘇聯軍事飛行員。[204]
- 約西普·保卡發華克，93歲，克羅地亞政治人物，前克羅地亞內政部長（英语：Ministry of the Interior (Croatia)）。[205]
- 布萊恩·法雷爾（Brian Farrell），85歲，英國出生的愛爾蘭播音員和記者。[206]
- 吉阿拉·納尼（希伯來語：גאולה נוני），72歲，以色列女演員。[207]
- 托馬斯·揚（Tomas Young），34歲，美國伊拉克戰爭退伍軍人，紀錄片《戰爭軀體（英语：Body of War）》主角。[208]
- 史蒂夫·多德（Steve Dodd），86歲，澳洲演員《黑客帝国》。[209]
- 埃米特·福特（Emmitt Ford），70歲，美國政治人物，前田納西州眾議院（英语：Tennessee House of Representatives）議員。[210]
- 荷馬·赫克（Homer Heck），78歲，美國政治人物，前西弗吉尼亚州参议院議員。[211]
- 約翰·漢斯·克雷布斯（John Hans Krebs），87歲，美國政治人物，前美国众议院加利福尼亞州第十七國會選區代表議員。[212]
- 督·帕斯科威茨（Doc Paskowitz），93歲，美國衝浪者。[213]
- 阿爾·倫弗魯（Al Renfrew），89歲，美國冰上曲棍球球員和教練。[214]
- 露絲·惠特克（Ruth Whitaker），77歲，美國政治人物，前阿肯色州参议院議員。[215]
- 郭维，92岁，中国电影导演，曾执导《董存瑞》。[216]

### 9日
- 胡安·安東尼奧·弗洛雷斯·聖安娜（西班牙語：Juan Antonio Flores Santana），87歲，多明尼加羅馬天主教主教，前天主教聖地牙哥總教區大主教，摔倒而死。[217]
- M·V·拉加萬（英语：M. V. Raghavan），81歲，印度左翼政治人物。[218]
- 尼古拉·西米奇，80歲，塞爾維亞演員。[219]
- 厄尼·范德維奇（英语：Ernie Vandeweghe），86歲，美國籃球運動員（纽约尼克斯）[220]（死亡公佈日期）
- 喬·沃爾什（Joe Walsh），71歲，愛爾蘭政治人物，前農業與食品部長。[221]
- 鄭杭生，79歲，中國社会学家、中国人民大学原副校长，病逝。[222]
- 秋葉英則（日語：秋葉 英則），73歲，日本心理學家、大阪教育大學教授。[223]

### 8日
- 菲爾·克蘭（Phil Crane），84歲，前美国众议院伊利諾州第十三國會選區（英语：Illinois's 13th congressional district）、第十二國會選區（英语：Illinois's 12th congressional district）與第八國會選區（英语：Illinois's 8th congressional district）代表議員，肺癌。[224]
- 伊萬·伊恩拿斯（羅馬尼亞語：Ivan Ionaș），58歲，摩爾多瓦政治人物，前摩尔多瓦共和国议会議員。[225]
- 阿奇博爾德·約翰斯通（Archibald Johnstone），90歲，加拿大商人和政治人物，前加拿大國會上議院愛德華王子島代表議員。[226]
- 烏戈·桑切斯·葡萄牙（西班牙語：Hugo Sánchez Portugal），30歲，墨西哥體育評論員和足球運動員，死於天然氣中毒。[227]（屍體發現日期）
- 奧托·齊格（德語：Otto Ziege），88歲，德國單車手。[228]

### 7日
- 康妮·迪翁（法語：Connie Dion），96歲，前加拿大冰球運動員（底特律紅翼）。[229]
- 李健羽，86歲，原新华社沈阳军区分社社长，《毛主席的好战士——雷锋》作者之一。病逝。[230]
- 德大寺有恆（日語：徳大寺 有恒），74歲，日本汽車評論家、賽車手。[231]
- 茲德內克·貝蘭（捷克語：Zdeněk Beran），77歲，捷克藝術家。[232]
- 格拉·佐爾坦（匈牙利語：Gera Zoltán），91歲，匈牙利演員。[233]
- 弗朗西斯·哈維（英语：Francis Harvey (poet)），89歲，愛爾蘭詩人。[234]
- 考耶坦·科維奇，83歲，斯洛文尼亞作家。[235]
- 伊恩·邁克爾（英语：Ian Michael），99歲，英國學者、馬拉威大學副校長。[236]（死亡公佈日期）
- 胡安·塔維爾納（西班牙語：Juan Taverna），66歲，阿根廷足球運動員（班菲尔德）。[237]
- 德伯佐拉·瓦沙利斯（英语：Dwivedula Visalakshi），85歲，印度泰盧固語作家。[238]
- 亞歷克斯·維（Alex Way），89歲，澳洲澳式足球運動員（卡爾頓）。[239]
- 王必成，76歲，《聯合報》董事長。[240]

### 6日
- 于尚清，58岁，前中國黑龍江省齊齊哈爾市公安局治安大隊民警，2004年公安部「全国公安系统二级英雄模范」稱號得主，2005年「全國先進工作者」稱號得主，“拆弹英雄”，死於爆炸造成的创伤后遗症。[241]
- 種村直樹（日語：種村 直樹），78歲，日本作家、記者，死於轉移性肺癌。[242]
- 維克托·科斯捷茨基（俄語：Ви́ктор Косте́цкий），73歲，俄羅斯演員。[243]
- 湯米·麥克弗森爵士（Sir Tommy Macpherson），94歲，英國陸軍軍官和商人。[244]
- 阿洛克·內姆旺，年齡不詳，尼泊爾電影導演。[245]
- 里克·羅薩斯（Rick Rosas），65歲，美國會議音樂家，死於腦出血。[246]
- 威廉·羅森伯格（丹麥語：William Rosenberg），94歲，丹麥演員。[247]
- 伯尼·沃爾夫（Bernie Wolfe），91歲，加拿大政治人物，前溫尼伯市副市長。[248]

### 5日
- 川口幹夫（日語：川口 幹夫），88歲，日本電視導演、製片人，前日本放送協會會長。[249]
- 弗拉基米爾·摩域斯恩，80歲，亞美尼亞政治人物。[250]
- 阿列克謝·迪夫成高（俄語：Алексе́й Дево́тченко），49歲，俄羅斯演員和反克里姆林宮活動家。[251]
- 萊恩·埃文斯（Lane Evans），63歲，美國政治人物，前美国众议院伊利諾州第十七國會選區代表議員，柏金遜症併發症。[252]
- 沃利·格蘭特（Wally Grant），86歲，美國冰球運動員。[253]
- 羅伊·哈特爾（Roy Hartle），83歲，英國足球運動員（博尔顿）。[254]
- 曼尼達斯·德·普拉塔（法語：Manitas de Plata），93歲，法國弗拉明戈吉他手[255]
- 傑克·尼爾森（Jack Nelson），82歲，美國奧運游泳運動員及教練，死於腦退化症。[256]
- 漢斯·內蒙（荷蘭語：Hans Nijman），55歲，荷蘭混合武術藝術家，中槍身亡。[257]
- 楊建德，89歲，前马来西亚工商俱乐部总会长、律師、拿督，馬來西亞女演員楊紫瓊生父，病逝。[258]

### 4日
- 傑克·菲茨西蒙斯（Jack Fitzsimons），84歲，愛爾蘭建築師和社會活動家。[259]
- 布拉德·哈爾西（Brad Halsey），33歲，美國棒球運動員（奧克蘭運動家）。[260]
- 德里克·霍格（Derek Hogg），84歲，英國足球運動員（莱斯特城）。[261]
- 安立奎·奧利維拉（西班牙語：Enrique Olivera），74歲，阿根廷政治人物，前布宜諾斯艾利斯市長。[262]
- 小安納斯·史喬可（挪威語：Annæus Schjødt d.y.），94歲，挪威律師和二戰退伍軍人。[263]
- 利得維帕斯·史莫迪斯，79歲，立陶宛政治人物。[264]
- 詹姆斯·默維瓦·史佩達（James Mwewa Spaita），82歲，贊比亞羅馬天主教主教，前天主教卡薩馬總教區大主教。[265]
- 埃迪·斯圖爾特（Eddie Stuart），83歲，南非足球運動員。[266]

### 3日
- 天尼斯·賴尼（Tinus Linee），45歲，南非橄欖球聯盟球員（南非國家隊）。[267]
- 傑夫·考克斯（Geoff Cox），79歲，英國足球運動員（托奎联）。[268]（死亡報導日期）
- 傑里米·戴爾（Jeremy Dale），34歲，美國漫畫家。[269]
- 瑪麗安·法赫爾丁（阿拉伯語：مريم فخر الدين），81歲，埃及女演員。[270]
- 奧古斯托·馬特利（義大利語：Augusto Martelli），74歲，意大利作曲家，指揮家，編曲家及電視名人。[271]
- 艾弗·斯姆立（Ivor Seemley），85歲，英國足球運動員（谢周三、斯托克港、切斯特菲尔德）。[272]（死亡報導日期）
- 妮娜·添姆菲娃（俄語：Нина Тимофеева），79歲，俄羅斯芭蕾舞蹈家。[273]
- 戈登·圖洛克（Gordon Tullock），92歲，美國經濟學家。[274]
- 2代目桂小金治（日語：2代目桂 小金治），88歲，日本落語家。死於肺炎。[275]
- 劉力貞，85歲，中國共產黨黨員，陕西省第五、第六、第七届人大常委会副主任，病逝。[276]

### 2日
- 阿克爾·表（Acker Bilk），85歲，英國爵士樂單簧管手。[277]
- 韋利科·卡迪耶維奇，88歲，前南斯拉夫人民軍將軍與國防部長。[278]
- 安娜·韋沃多娃（捷克語：Anna Vejvodová），88歲，捷克女演員。[279]
- 田井安曇（日語：田井 安曇），84歲，日本歌人，死於肺炎。[280]
- 杰西·布兰森（Jesse Branson），72歲，美國籃球運動員（費城76人）。[281]
- 海因里希·特萊希（德語：Heinrich Treichl），101歲，奧地利銀行家。[282]
- 邁克爾·科爾曼（Michael Coleman），58歲，美國芝加哥藍調吉他手、歌手。[283]
- 皮埃爾·代鎮（法語：Pierre Daix），92歲，法國記者，作家兼傳記作者。[284]
- 杰姬·费尔韦瑟（Jackie Fairweather），46歲，澳洲三項全能運動員和長跑運動員，自殺身亡。[285]
- 赫爾曼·薩卡斯基（Herman Sarkowsky），89歲，德國出生的美國商人和運動高管（波特兰开拓者、西雅图海鹰）。[286]
- 弗拉基米爾·蘇奇林（俄語：Владимир Сучилин），64歲，前蘇聯足球運動員。[287]
- 沙卜泰·撻發（英语：Shabtai Teveth），89歲，以色列歷史學家。[288]

### 1日
- 加斯陶·比奧斯卡（西班牙語：Gustau Biosca），86歲，西班牙足球運動員（巴塞罗那）及教練。[289]
- 阿博德尼哥·恩格科波（Abednigo Ngcobo），64歲，南非足球運動員（凱薩酋長）。[290]
- 讓-皮埃爾·羅伊（Jean-Pierre Roy），94歲，加拿大棒球運動員（洛杉矶道奇）。[291]
- 喬爾·巴奈特，巴奈特男爵（Joel Barnett, Baron Barnett），91歲，英國政治人物，前英國國會議員與財政部首席秘書。[292]
- 奧利·海格（瑞典語：Olle Häger），79歲，瑞典記者和電視節目製片人。[293]
- 布列塔尼·梅納德（Brittany Maynard），29歲，美國協助自殺活動家，醫生協助自殺。[294]
- 小托馬斯·W·史迺頓（Thomas W. Sneddon, Jr.），73歲，美國政治人物和地方檢察官。[295]
- 伯納德·斯皮策（Bernard Spitzer），90歲，美國房地產開發商和慈善家。[296]
- 韋恩·史塔蒂（Wayne Static），48歲，美國歌手和音樂家（靜止X樂團）。[297]
- 田村元（日語：田村 元），90歲，日本政治人物，前自由民主党眾議院議員、眾議院議長。[298]
- 藤山覺一郎（日語：藤山 覚一郎），86歲，日本印度古典研究學者，病逝。[299]
- 彌永和子（日語：弥永 和子），67歲，日本女演員，死於敗血症。[300]